# Vadakkancheri
Vadakkancheri (വടക്കാഞ്ചേരി), est une ville du district de Thrissur, dans le Kerala en Inde, et est le siège du taluk de Talappilly (en).
La ville a obtenu le statut de municipalité du gouvernement en fusionnant avec le Panchayati raj de Mundathikode (en) et est la seule ville du district de Thrissur à avoir obtenu ce statut récemment.

## Personnalités liées
- Bharathan (1947-1998), réalisateur indien, y est né.